# A. W. Mumford Stadium
O A. W. Mumford Stadium é um estádio localizado em Baton Rouge, Luisiana, Estados Unidos, possui capacidade total para 28.500 pessoas, é a casa do time de futebol americano universitário Southern Jaguars football da Universidade do Sul. O estádio foi inaugurado em 1928.